# ماركوس فيهلي
ماركوس مايكل باتريك فيهلي (بالإنجليزية: Markus Feehily)‏؛ (28 مايو 1980) مغني وكاتب أغاني إيرلندي. كان أحد المغنين الرئيسيين في فرقة الفتيان الإيرلندية ويستلايف من 1998 إلى 2012. أصدر ألبومه المنفرد الأول نار في أكتوبر 2015.

## سيرته المهنية

### 1998–2012:ويستلايف
ارتفعت شهرت فيهلي كأحد المغنيين الرئيسيين لفرقة الفتيان ويستلايف. تشارك الغناء في الفرقة مع شين فيلن وبريان مكفادين. قبل ويستلايف، كان فيهلي، فيلن وكيان إيجان أعضاء بفرقة آي أو واي أو يو، التي أصدرت الأغنية المنفردة «فتاة معًا إلى الأبد». لويس والش، مدير  بويزون، اتصلت به أم فيلان وأتى ليعرف حول المجموعة. الفرقة كانت قد أسست في 3 يوليو 1998 إضافةً إلى عضويين اثنين آخرين، نيكي بيرن ومكفادين. مغني بويزون رونان كيتنغ حضر للمشاركة في إدارة المجموعة مع والش. فيهلي شارك أيضًا في كتابة الأغاني، وبعضها مع باقي أعضاء الفرقة.
غنى فيهلي بعض الأغاني منفردًا تمامًا للفرقة في بعض الحالات:
- «ديفا المتخيلة» (من ألبوم ورلد أوف أور أون)
- «نهر القمر» (من ألبوم ألو آس تو بي فرانك)
- «حدثني إلى أذني» (من ألبوم  وير وي آر)
- «قبل أن تكون متأخرة جدًا» (من ألبوم  غرافتي).

خلال الأداء المباشر، غنى منفردًا تمامًا لأغاني «أوه ليلة رهيبة»، «ديفا المتخيلة»، «حدثني إلى أذني»، «قبل أن تكون متأخرة جدًا»، وأغنية بوي جورج «إيل آدور». كما شارك في كتابة أغانٍ، بعضها مع باقي أعضاء الفرقة.
حظر فيهلي من موندريان هوتيل في لوس أنجلوس بعد حداثة وقعت خلال سكره ورميه لبعض الأشياء من نافذة الفندق.

### 2015–للآن:الغناء منفردًا
في فبراير 2015 أطلق ماركوس مسيرته المهنية المنفردة بعرض راديو لأغنيته المنفردة الأولى «الحب دواء» على آر تي إي 2 إف إم في أيرلندا. في اليوم التالي عرضت الأغنية على الإنترنت. لحظات بعد العرض الأول للأغنية، أصبحت متاحة للطلب المسبق على آي تونز، مع الفيديو الرسمي للأغنية أطلق على قناة فيفو خاصته بعد أسبوعين. الأغنية صدرت في 19 أبريل 2015. وقد أصدر ألبوم الإستديو خاصته الأول نار في 16 أكتوبر 2015، وقد ضم الأغنية.

## حياته الشخصية
في أغسطس 2005، أفصح علنًا عن ميوله المثلية خلال مقابلة التابلويد البريطانية ذا صن. فيهلي قد صرح بتوجهه الجنسي عندما كان في 14 أو 15 من عمره. عائلته، زملائه في الفرقة وأصدقائه المقربون كانون يعلمون بتوجهه الجنسي. مع ذلك، فإن مدير ويست لايف لويس والش، لم يكن على دراية بتوجه فيلهي الجنسي عندما بدأ في إدارة المجموعة. كونه العضو المثلي الوحيد في ويستلايف، أبقى فيلهي توجهه الجنسي سري ولم يتخذ حبيبًا قط. على عكس زملائه في الفرقة، فيهلي لم يناقش حياته الخاصة في المقابلات، على الرغم من أنه قد تواعد مع امرأة قبل أن يطلع إلى الخارج. في مقابلة أخرى لاحقة، أخبر ذا سيدني مورنينغ هيرالد أنه على الرغم من حقيقة أن أغلبية معجبي ويستلايف من الإناث، فإنه لم يكن هناك رد فعل حقيقي سلبي.
خلال مقابلة مع ذا صن، صرح فيلهي أيضًا أنه في خضم علاقة حب مع مصور الأزياء البريطاني كيفن ماكديد، عضو فرقة الفتيان البريطانية الميتة الآن «في». الثنائي، اللذان يعيشان مع بعضهما البعض، بدأ التواعد في يناير 2005 بعد أن التقيا في حفل شايلدلاين في أيرلندا. فيهلي قال أنه في حينه لم يكن ينوي الزواج على الفور، وقد كان سعيدًا حين علم أنه بإستطاعته من الاتحاد المدني في ببريطانيا بعد تمرير قانون الشراكة المدنية سنة 2004. في ديسمبر 2007، ظهر فيهلي وكيفن على غلاف اتيتيود. بعد خمس سنوات مع بعضهما البعض، قام الثنائي بالخطوبة في فبراير 2010، حيث كانت الموافقة من فيهلي عبر حسابه في موقع التواصل الاجتماعي تويتر. سنة 2011، ناقش فيهلي مخططات الزوجين بشأن إنجاب الأطفال معا ومناقشة خطط زواجهما. في 31 ديسمبر 2011، أعلن عبر حسابه على تويتر أنه وكيفن قد إنفصلا.
فيهلي مهتم بالإعمال الخيرية ويدعم المجموعة الخيرية Aware. وكان على القائمة القصيرة للمرشحين في 2011 كأحد أكثر 50 مثلي جنس مؤثر في المملكة المتحدة. يشجع نادي كرة القدم بمحليته نادي سليغو روفرز.

## ديسكوغرافيا

### ألبومات
| عنوان | تفاصيل                                                                              | أعلى مرتبة | أعلى مرتبة      |
| عنوان | تفاصيل                                                                              | أيرلندا    | المملكة المتحدة |
| ----- | ----------------------------------------------------------------------------------- | ---------- | --------------- |
| نار   | - الصدور: 16 أكتوبر 2015 - العلامة: هارموني إنترتينمنت - شكل: تحميل رقمي، قرص مضغوط | 2          | 25              |

### أغاني منفردة
| السنة | العنوان     | أعلى مرتبة | أعلى مرتبة      | ألبوم |
| السنة | العنوان     | أيرلندا    | المملكة المتحدة | ألبوم |
| ----- | ----------- | ---------- | --------------- | ----- |
| 2015  | "الحب دواء" | 65         | 56              | نار   |
| 2015  | "فراشة"     | —          | —               | نار   |

## روابط إضافية
- ماركوس فيهلي على موقع IMDb (الإنجليزية)
- ماركوس فيهلي على موقع ميوزك برينز (الإنجليزية)
- ماركوس فيهلي على موقع أول ميوزيك (الإنجليزية)
- ماركوس فيهلي على موقع ديسكوغز (الإنجليزية)
- ماركوس فيهلي على موقع قاعدة بيانات الفيلم (الإنجليزية)